# Fulvia fragiformis
Fulvia fragiformis is een tweekleppigensoort uit de familie van de Cardiidae. De wetenschappelijke naam van de soort is voor het eerst geldig gepubliceerd in 1994 door Vidal.